# Wills Point (Luisiana)

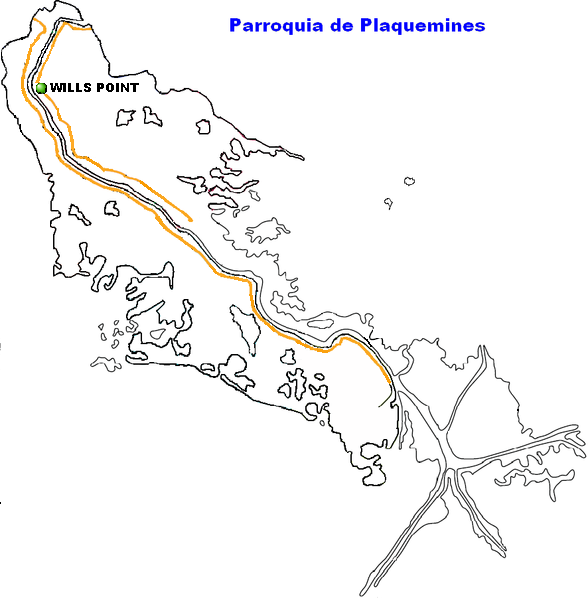
Localización de Wills Point en el mapa de la Parroquia de Plaquemines.

Wills Point  es una pequeña localidad ubicada sobre el delta del Misisipi, dentro de la parroquia de Plaquemines, en el estado de Luisiana, Estados Unidos.

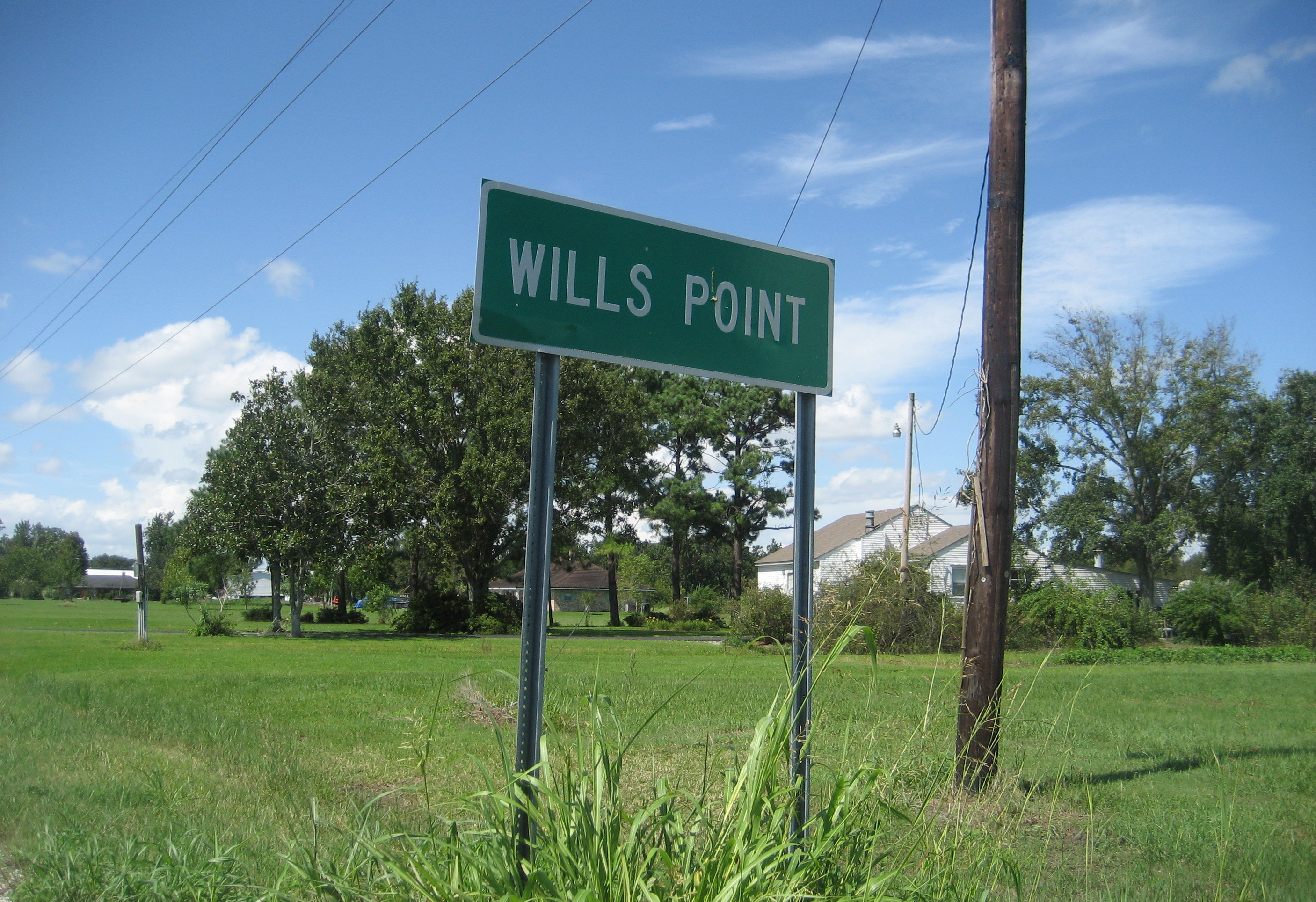
Señal de entrada a Wills Point.

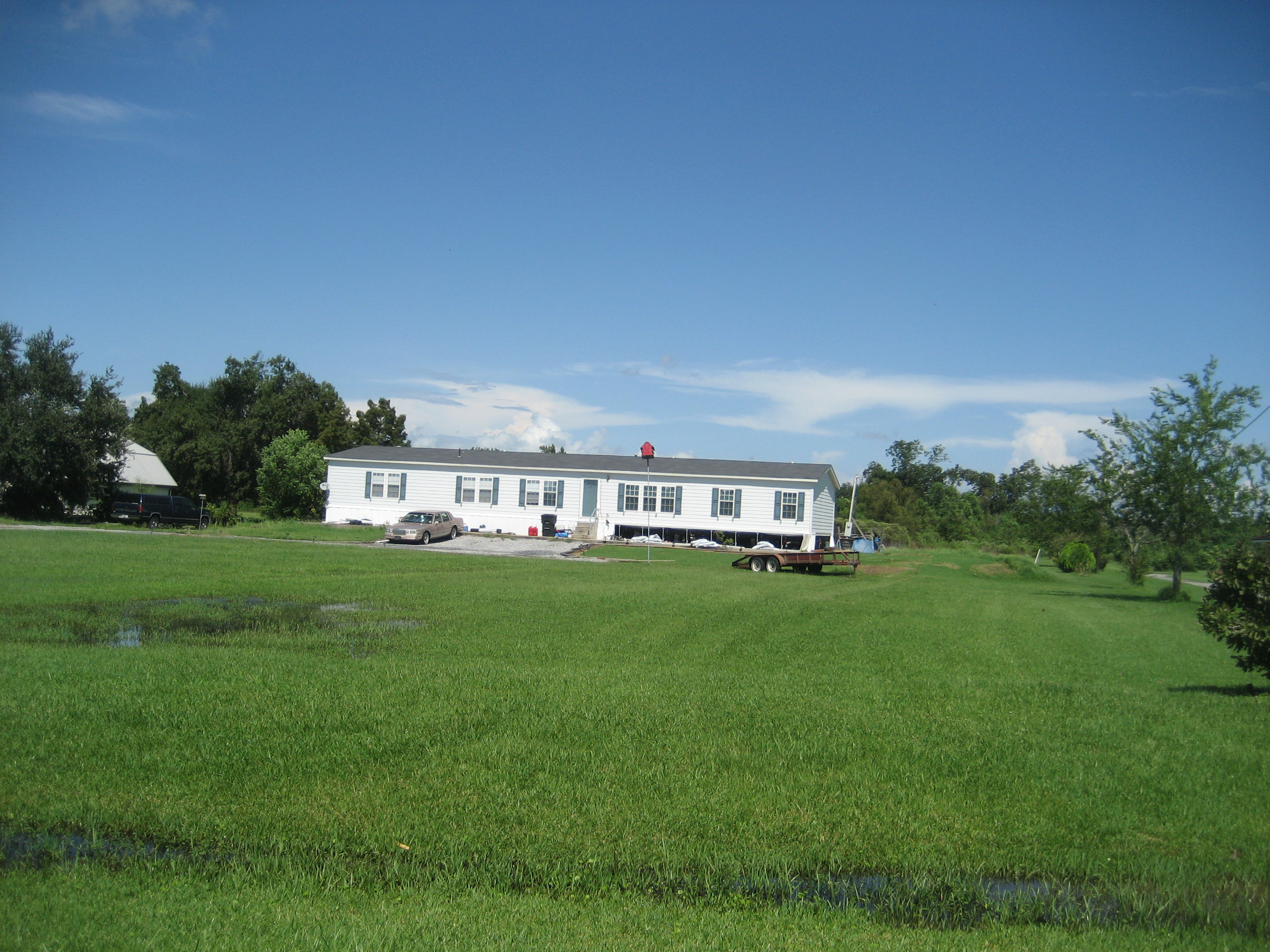
Caserío Wills Point.

## Geografía
El establecimiento de Wills Point se localiza en las siguientes coordenadas a saber: 29°44′48″N 90°09′21″O / 29.74667, -90.15583. Esta comunidad posee solo dos metros de elevación sobre el nivel del mar, convirtiéndola una zona proclive a las inundaciones. Su población se compone de menos de doscientos habitantes. Esta localidad se encuentra ubicada a unos veinticinco kilómetros de Nueva Orleans la principal ciudad de todo el estado, y a 515 kilómetros del aeropuerto internacional más cercano, el (IAH) Houston George Bush Intercontinental Airport.